# FarmVille
FarmVille – gra przeglądarkowa stworzona przez firmę Zynga.
Gra polegała na prowadzeniu gospodarstwa rolnego. Podstawowym źródłem dochodów była uprawa owoców, warzyw, zbóż i kwiatów i hodowla zwierząt.

## Rozgrywka
Gracz miał do dyspozycji planszę o wymiarach 12×12=144 pól (na każdym polu można zasiać jeden rodzaj nasion). Sześć pól jest już zaoranych. Poprzez zebranie plonów i zasianie nasion gracz zdobywał pieniądze i punkty doświadczenia.

### Rodzaje pieniędzy
W grze dostępne były dwa rodzaje pieniędzy – monety (tzw. Farm Coins) i banknoty (Farm Backs). Za zebrane plony gracz otrzymywał monety. Za nie mógł kupić większość przedmiotów w sklepie. Banknoty służyły głównie do zakupu paliwa oraz przedmiotów z serii limitowanych. Każdy gracz na starcie otrzymywał pięć banknotów.
Monety i banknoty można było dokupić za prawdziwe pieniądze. Zynga oferowała możliwość płatności kartą kredytową, poprzez system PayPal lub tzw. kredytami Facebooka (za które można z kolei zapłacić kartą kredytową).

### Punkty doświadczenia i poziomy gry
Większość czynności wykonywanych na farmie była nagradzana jest tzw. punktami doświadczenia. Uzyskanie odpowiedniej sumy punktów pozwalała na przejście do kolejnego poziomu. Dzięki osiągnięciu następnego poziomu gracz uzyskiwał możliwość zakupu kolejnych – do tej pory zablokowanych – przedmiotów ze sklepu.

### Sąsiedzi
W grze gracz mógł współpracować ze swoimi znajomymi na Facebooku, dodając ich jako sąsiadów (ang. neighbours). Współpraca sąsiedzka polegała na wykonywaniu drobnych zadań na farmie sąsiadów (np. odgarnianie opadłych liści, nawożenie pól, karmienie kur). Za wykonanie tych czynności otrzymywano monety i punkty doświadczenia.
Posiadanie odpowiedniej liczby sąsiadów odblokowywała również możliwość zakupu za monety wybranych przedmiotów ze sklepu (np. obora lub możliwość zwiększenia rozmiaru planszy). W przypadku braku wymaganej liczby sąsiadów można było je zakupić za banknoty.

### Prezenty
Gracz miał możliwość przesłania swoim znajomym z Facebooka bezpłatnych prezentów (ang. free gifts). Są to zarówno przedmioty dostępne w sklepie, jak i takie, których w sklepie kupić nie można. Przedmioty te obejmują zwierzęta (np. gęś, bydło domowe, królik), drzewa (np. awokado, karambola, durian) i dekoracje (np. płot, bańka na mleko, kępki trawy).

### Sklep
Sklep (ang. market) był jednym z najważniejszych elementów gry. To tutaj za zarobione pieniądze gracz mógł kupić nasiona kilkunastu gatunków warzyw, owoców i kwiatów, kilka gatunków drzew i zwierząt, budynki i budowle, dekoracje, pojazdy wraz z paliwem do nich. Większość przedmiotów można kupić za monety, niektóre – tylko za banknoty.

#### Przedmioty okazjonalne i z serii limitowanych
Czasami w sklepie umieszczane były przedmioty okazjonalne – związane np. ze świętem Halloween czy świętami Bożego Narodzenia. Można było także kupić przedmioty dostępne tylko przez krótki czas (np. niektóre gatunki zwierząt, dekoracje). Za większość z tych przedmiotów płaciło się banknotami.

#### Zwiększanie rozmiaru planszy
W sklepie można było kupić możliwość zwiększenia rozmiaru planszy (za każdym razem bok kwadratu wydłuża się o 2, aż do 28×28=784 pól). W przypadku posiadania wymaganej liczby sąsiadów można było za tę czynność zapłacić monetami, a w przeciwnym przypadku – banknotami.

### Pojazdy
Sianie i zbieranie plonów z pól odbywało się poprzez trzy kliknięcia na każde pole. W celu przyspieszenia tych czynności można było w sklepie kupić specjalne pojazdy – traktor do orania, siewnik do zasiewania i kombajn do zbierania plonów. Każda z maszyn obsługiwała naraz po cztery pola (wyjątkiem były pojazdy z serii Hot Rod, które obsługiwała po 9 pól). Do ich działania niezbędne było paliwo, które standardowo dostępne nyło w sklepie za banknoty.

### Budynki i budowle funkcjonalne
Niektóre z budynków i budowli dostępnych w grze oprócz funkcji dekoracyjnej, pełniły również funkcję użytkową: stodoła, szopa na narzędzia, obora, stajnia, kurnik i wiata ogrodowa.

#### Stodoła i szopa na narzędzia
Budynki te umożliwiały przechowywanie ograniczonej liczby innych przedmiotów, co pozwalało na zwiększenie dostępnego miejsca na planszy. Z pomocą sąsiadów możliwe było zwiększenie pojemności budynków.

#### Obora
W oborze przechowywano krowy, co ułatwiało zbiory mleka. Dodatkowo umieszczenie w oborze byka zwiększało szansę na narodziny cielaka, który mógł zostać przygarnięty przez gracza sąsiadów. Każda obora mieści do 20 zwierząt (w tym maksymalnie jednego byka).

#### Stajnia
W stajni mogło się znajdować do 20 koni, a jej zasada działania była identyczna, jak obory. Na planszy mógł się znajdować maksymalnie jedna stajnia, a jej budowa wymagała pomocy sąsiadów lub zakupu poszczególnych elementów (cegły, deski, gwoździe itp.) w sklepie za banknoty.

#### Kurnik
W kurniku przechowywano do 20 kur (z pomocą sąsiadów można zwiększyć tę pojemność do 60), przy czym na jednej planszy mógł znajdować się tylko jeden kurnik. Podobnie, jak w przypadku obory i stajni, zebranie kur w kurniku przyspiesza proces zbierania jaj. Czasem podczas zbierania jaj można było znaleźć tzw. tajemnicze jajo (ang. mystery egg) – w kolorze białym, brązowym, czarnym lub złotym oraz 3 rodzaje jaj wielokolorowych. Kolor jaja zależy od tego, jakiego koloru kury znajdowały się w kurniku. Dostępne były kury w 7 odmianach (m.in. rasy: Cornish, Scots Grey i Rhode Island Red), a zwiększenie liczby kur określonego rodzaju zwiększało szansę na znalezienie jaja w danym kolorze. Tajemniczymi jajami gracz mógł się dzielić ze znajomymi – zawierały one różne przedmioty lub zwierzęta, zarówno dostępne, jak i niedostępne w sklepie.

#### Wiata ogrodowa
Podczas zbierania kwiatów z pól co jakiś czas wiązane były bukiety, które następnie umieszczane były w wiacie. Gracz mógł się nimi podzielić ze znajomymi. Wiata mieściła maksymalnie 100 bukietów.

### Zagubione zwierzęta
Co jakiś czas gracz był informowany o odnalezieniu na jego planszy zagubionego zwierzęcia, które szukało nowego domu. Zazwyczaj były to zwierzęta niedostępne w sklepie (np. pingwin, różowa krowa, żółw).  Gracz mógł przekazać swoim sąsiadom do przygarnięcia lub odwrotnie.

### Wstęgi
Wstęgi stanowiły nagrodę za wypełnienie różnych zadań (np. zebranie odpowiedniej liczby owoców czy przygarnięcie odpowiedniej liczby zwierząt). Każde z zadań podzielone były jest na cztery etapy. Osiągnięcie danego etapu nagradzane było wstęgą określonego koloru – żółtą, białą, czerwoną lub niebieską. Wraz z otrzymaniem wstęgi gracz dostawał również pewną liczbę monet i punktów doświadczenia.

### Pasek narzędzi dla Firefoksa
26 stycznia 2010 firma Zynga udostępniła pasek narzędzi (tzw. FarmVille Toolbar) dla przeglądarki Mozilla Firefox (w wersji 2 lub wyższej). Pasek umożliwiał szybkie przejście na stronę gry, ułatwiała zbieranie przedmiotów oferowanych przez naszych sąsiadów oraz informował o czasie, w jakim plony były gotowe do zbioru.

## Zamknięcie serwerów
We wrześniu 2020 roku zostało ogłoszone zamknięcie serwerów Farmville. Powodem było zakończenie wsparcia dla technologii flash. Serwery zamknięto 31 grudnia 2020 roku.